# Arena (гурт)
Arena — британський рок-гурт напрямку прогресивний рок (неопрогресив), заснований 1995 року. Клайвом Ноланом та Міком Поінтером. Майже вся лірика гурту написана Ноланом, хоча Мік Поінтер написав тексти до деяких треків в перших двох альбомах.
В музичному розумінні стиль гурту знаходиться в межах від симфонічного до хард-року. Деякі нещодавні альбоми гурту звучать подібно до раннього гурту Нолана Shadowland.

## Склад гурту
- Джон Керсон (John Carson) — вокал
- Джон Джовітт (John Jowitt) — бас, додаткові вокали
- Джон Мітчелл (John Mitchell) — гітари
- Кейт Мор (Keith More) — гітари, додаткові вокали
- Клайв Нолан (Clive Nolan) — клавішні, додаткові вокали
- Кліфф Орсі (Cliff Orsi) — бас
- Мік Поінтер (Mick Pointer) — барабани, додаткові вокали
- Іан Селмон (Ian Salmon) — бас
- Роб Сауден (Rob Sowden) — вокал
- Пол Райтсон (Paul Wrightson) — вокал

## Дискографія
Студійні альбоми
- Songs from the Lion's Cage (1995)
- Pride (1996)
- The Visitor (1998)
- Immortal? (2000)
- Contagion (2003)
- Pepper's Ghost (2005)
- The Seventh Degree of Separation (2011)
- The Unquiet Sky (2015)
- Double Vision (2018)
- The Theory of Molecular Inheritance (2022)

Концертні альбоми
- Welcome to the Stage (1997)
- Breakfast in Biarritz (2001)
- Live & Life (2004)
- Arena: Live (2013)
- Arena: XX (2016)

Міні-альбоми
- Edits (1996)
- The Cry (1997)
- Contagious (2003)
- Contagium (2003)

Збірки
- Ten Years On (2006)

Відео/DVD
- Caught in the Act (2003) (live)
- Smoke & Mirrors (2006) (live)
- Rapture (2011) (live)
- Arena: XX (2016) (live)
- Re-Visited (2018) (live)